# Нарбут, Георгий Иванович
Гео́ргий (Его́р) Ива́нович На́рбут (укр. Гео́ргій (Ю́рій) Іва́нович На́рбут; 25 февраля (9 марта) 1886, Нарбутовка, Черниговская губерния — 23 мая 1920, Киев) — русский и украинский художник-график и иллюстратор.
Его графика отличается декоративностью и чёткостью контурного рисунка. Член художественного объединения «Мир искусства». С 1917 года работал в Киеве, ректор и один из основателей Украинской академии художеств.

## Биография

### Детство и юность
Георгий Иванович родился 25 февраля (9 марта) 1886 года на хуторе Нарбутовка (около Глухова; ныне Сумская область Украины) в семье мелкого служащего. Его отец, Иван Яковлевич, принадлежал к старинному, однако совершенно захудалому дворянскому роду, основателем которого был литовский боярин Нарбут. Он был человеком образованным: окончил физико-математический факультет Киевского университета. Мать художника, Неонила Николаевна, урождённая Махнович, дочь священника, рано осиротела и вышла замуж совсем молодой. В семье Нарбутов было семеро детей: пятеро сыновей и две дочери. Младший брат Георгия — Владимир — стал известным поэтом.
Ещё в детстве Нарбут вырезал «вытынанки» — фигурки из бумаги, служившие украшением народного жилища. С 1896 года учился в Глуховской гимназии, где заинтересовался книжной иллюстрацией, иллюстрациями И. Билибина к детским книжкам, увлёкся геральдикой. Начальное художественное образование Георгий получил своими силами. Так, например, он переписывал тексты старинными шрифтами, вырисовывал заставки, буквицы и рамочки, а также старательно копировал гравюры немецкой Библии.

### Петербургско-петроградский период

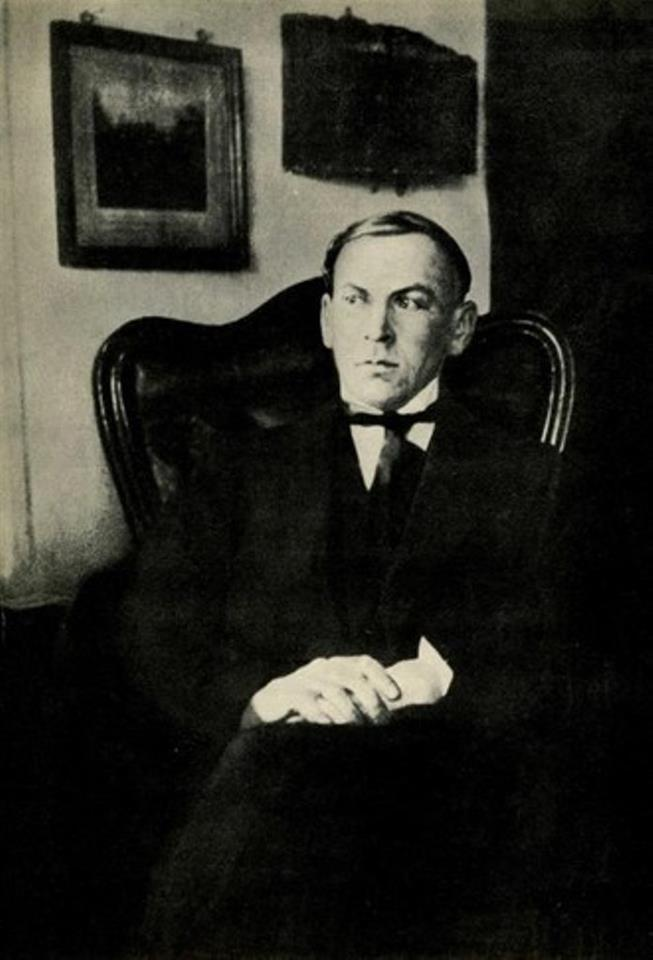
Георгий Нарбут в петербургский период своего творчества

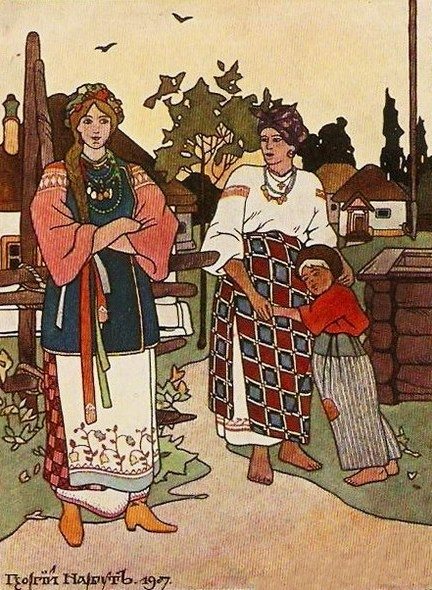
Украина (рисунок, 1907)

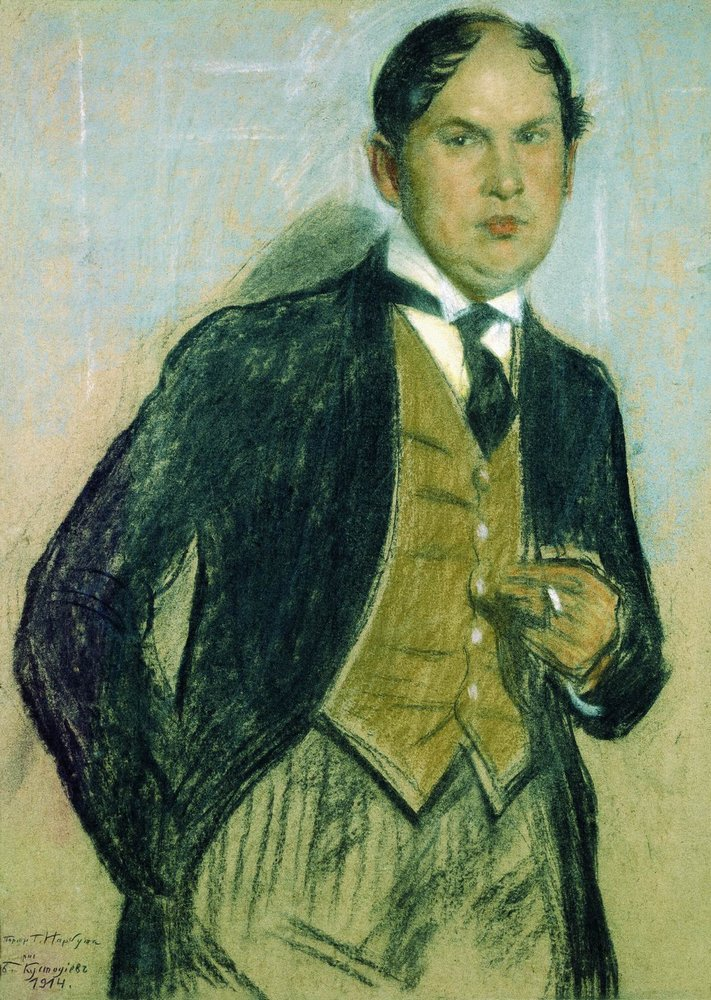
Б. Кустодиев. Портрет Г. И. Нарбута (фрагмент картины Групповой портрет художников общества «Мир искусства»)

В 1906 году, окончив гимназию, Георгий с братом Владимиром переезжают в Санкт-Петербург и в конце августа поступают в Императорский Санкт-Петербургский университет на факультет восточных языков. Однако Георгий сразу же перевёлся на филологический факультет. Найдя среди студентов университета таких же, как он, художников-любителей, Нарбут организовал в вечерние часы занятия рисунком. Проработав некоторое время без руководителей, студенты-художники устроили выставку своих произведений, на которую пригласили А. Н. Бенуа, А. П. Остроумову-Лебедеву, Е. Е. Лансере, К. А. Сомова, М. В. Добужинского и И. Я. Билибина.
Иван Билибин сдал Георгию одну из своих комнат за «совсем незначительную плату» и участвовал в дальнейшей судьбе художника. Так, например, по его протекции издатель газеты «Русское Чтение» Дубенский купил у Нарбута для издания иллюстрации к сказкам «Снегурочка» и «Горшеня», сам Билибин заказал молодому художнику несколько графических работ (обложку, рисунки загадок и концовки) для своего журнала. Осенью 1906 года И. Билибин снабдил Нарбута рекомендательным письмом к Н. К. Рериху, возглавлявшему школу Императорского общества поощрения художеств, в котором писал следующее:
Этот Нарбут снял у меня одну комнату. Я познакомился с ним только недавно. По-моему, он очень способный малый, но пока ещё (по юности) совершенно без индивидуальности. Он подражает моим первым сказкам, от которых я сам давно отказался, и не может ещё, кажется, понять, насколько они не то, чем они должны были бы быть. Я все время твержу ему, чтобы он искал себя… Потом он не умеет рисовать. Он хочет поступить в Вашу школу. Мне кажется, что это хорошо. Пусть порисует.
Недолгое время Нарбут посещал частную студию Е. Н. Званцевой, где его наставниками были Л. С. Бакст и М. В. Добужинский. В начале весны 1909 года Георгий Нарбут впервые участвовал в самой представительной столичной выставке того времени — VI выставке Союза русских художников. В начале 1910 года, по совету М. Добужинского, Нарбут уехал в Мюнхен, где три месяца совершенствовал мастерство в студии графика Ш. Холлоши, изучал книги в Мюнхенской пинакотеке. Влияние на творчество Нарбута оказал немецкий график Эмиль Преториус, который в 1909 году основал в Мюнхене Школу иллюстрации и книжного дела.
Вернувшись осенью 1910 года в Санкт-Петербург, Георгий Иванович вскоре стал членом художественного объединения «Мир искусства», а в 1916 году вместе с Е. Лансере, К. Петровым-Водкиным, И. Билибиным он был избран в комитет этого объединения. С октября 1910 года Нарбут печатается в журнале «Аполлон», а затем становится постоянным сотрудником журнала. С 1913 года он также работал в качестве художника в редакции журнала «Гербовед», издававшемся в течение двух лет.
Члены объединения «Мира искусства» в большинстве своем ставили очень высоко талант Георгия Ивановича. И. Я. Билибин даже счёл возможным сказать:
Нарбут огромнейших, прямо необъятных размеров талант… Я считаю его самым выдающимся, самым большим из русских графиков.
Однако один из критиков «Аполлона» в январе 1911 года относительно сдержанно высказался о Нарбуте, называв его «способным рисовальщиком, слишком старающимся стать двойником Билибина».
В ноябре 1911 года Г. Нарбут поселился у Г. К. Лукомского в доме на 22-й линии Васильевского острова, где прожил три—четыре месяца (вероятно, до марта-апреля 1912 года).

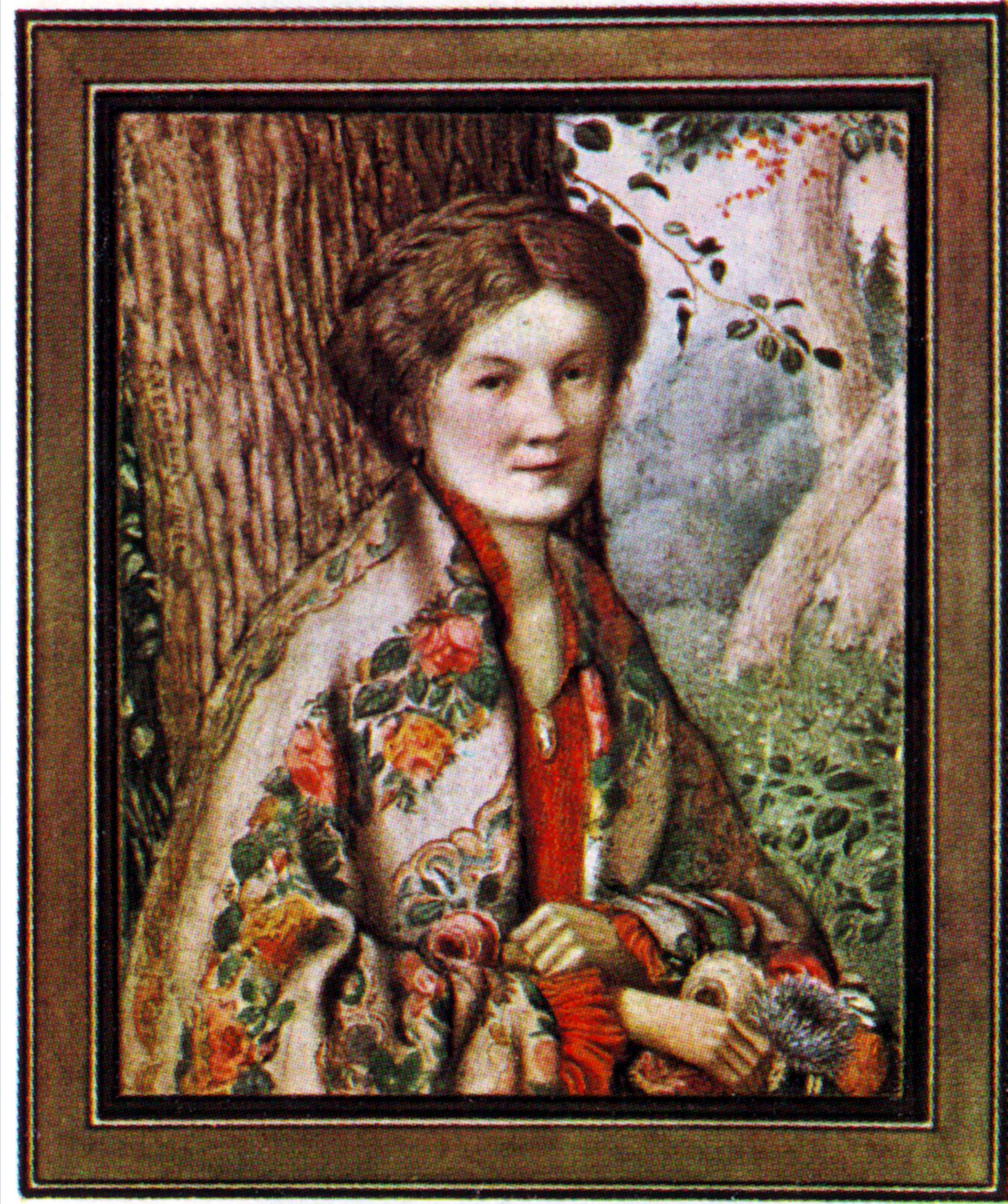
С. Чехонин. Вера Нарбут, жена художника

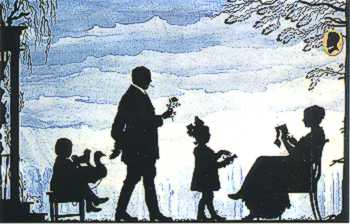
Автопортрет с женой (Н. Л. Модзалевской) и детьми. В медальоне на дереве — портрет В. Л. Модзалевского. Силуэт (1919)

Летом 1912 года Георгий Нарбут ненадолго приехал в родную Нарбутовку, где познакомился с Верой Павловной Кирьяковой; 15 июля 1912 года состоялась их помолвка, а 7 января 1913 года сыграна свадьба. В марте 1914 года у них родилась дочь Марина, а в январе 1916 года — сын Данила (в 1918 году Нарбут развёлся и вскоре женился на Наталье Лаврентьевне Модзалевской).
19 мая 1915 года, по протекции В. К. Лукомского, назначенного в 1914 году на должность управляющего гербовым отделением Сената, Нарбут был назначен канцелярским служителем департамента геральдии. Позднее художник был призван на военную службу. Ему удалось устроиться в Красный Крест при одном санитарном поезде, с которым он, никуда не ездил, а должен был ежедневно бывать в Царском Селе. Затем, с помощью Мстислава Добужинского, он был зачислен в историческую комиссию Красного Креста. Теперь его «служба» заключалась в ежедневных занятиях по редактированию книги о 50-летии Красного Креста и в графической работе для этого издания.
После Февральской революции 1917 года Нарбут вместе с некоторыми другими деятелями искусства, а также тремя представителями Совета рабочих и солдатских депутатов становится членом особого Совещания по делам искусств при Временном правительстве. В Санкт-Петербурге Г. Нарбут жил с небольшими перерывами до 1917 года.

### Киевский период

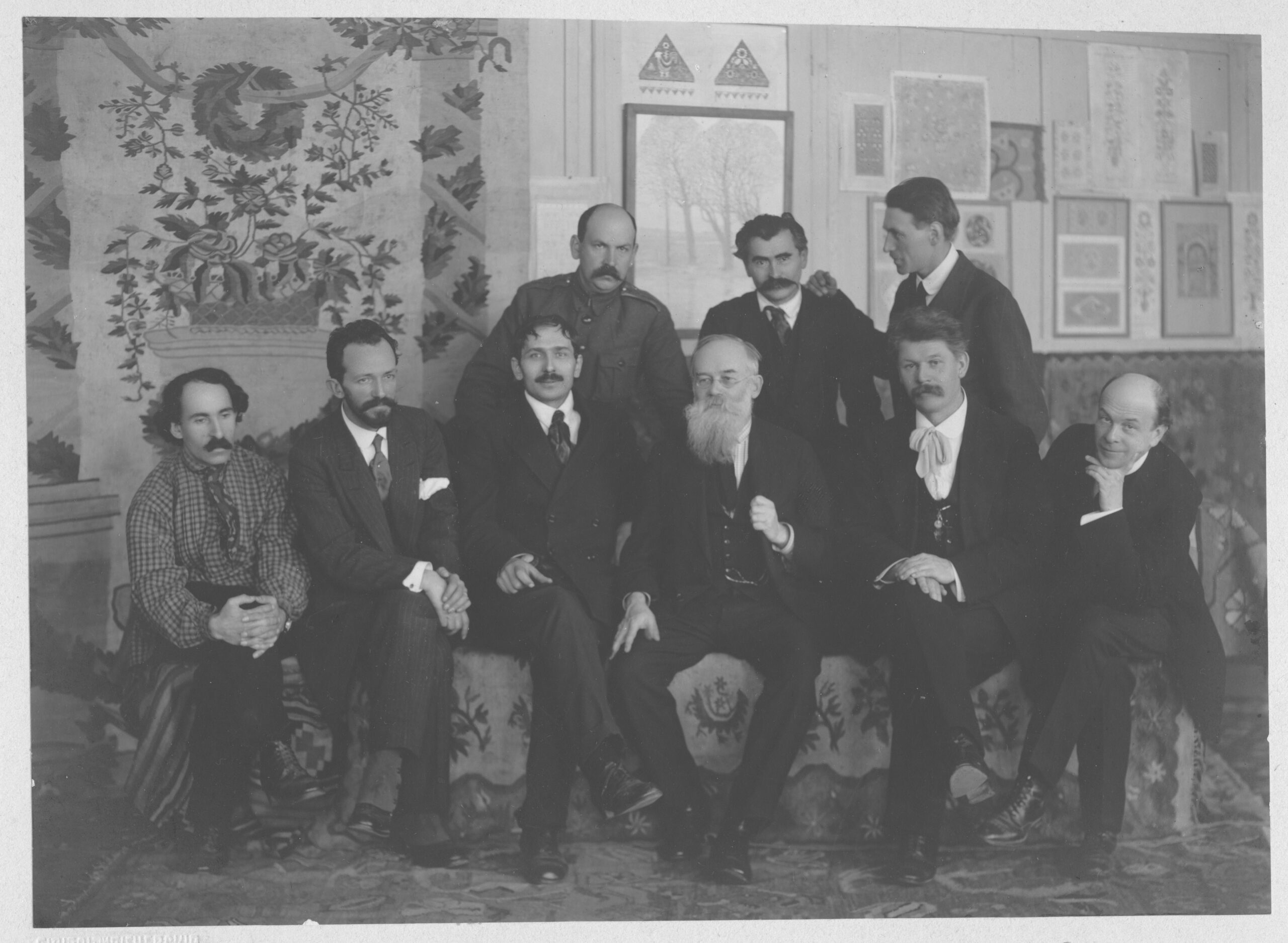
Основатели Украинской академии искусств в день её открытия 5 декабря 1917 года. Стоят (слева направо): художники Г. Нарбут, В. Кричевский и М. Бойчук. Сидят: А. Маневич, А. Мурашко, Ф. Кричевский, М. Грушевский (глава Центральной Рады), И. Стешенко, Н. Бурачек

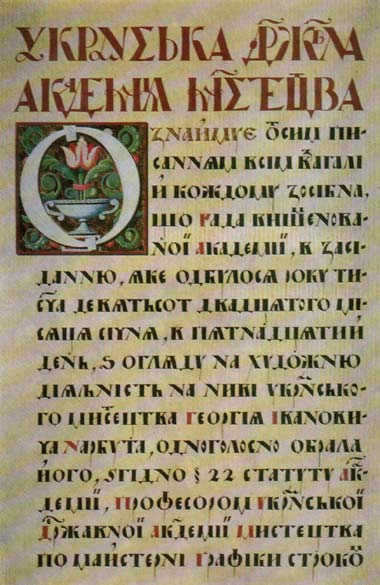
Диплом профессора графики Украинской академии искусств Г. И. Нарбута

В марте 1917 года Г. Нарбут уезжает в Киев. Поездка была ему оформлена как командировка с целью принятия мер по охране киевского дворца. В сентябре того же года он стал профессором графики новообразованной Украинской академии искусств, а с декабря (по другим данным, с февраля 1918) — её ректором. Георгий Иванович воспитал целый ряд учеников и последователей: М. Кирнарский, П. Ковжун, Л. Хижинский, Р. Лисовский, И. Мозолевский, А. Могилевский, Л. Лозовский, А. Середа, Д. Нарбут, С. Пожарский. В 1918 году Георгий Нарбут возглавил образованную при гетмане П. Скоропадском .
В 1919 году, после установления Советской власти на Украине, Нарбут вошёл в правление новосозданного профессионального союза художников, а также возглавил комиссию по организации Второго государственного музея. Он сменил Г. К. Лукомского на посту начальника отдела пластических искусств комиссариата по делам искусства и национальной культуры, а в апреле возглавил секцию художественной промышленности при Отделе искусств Наркомпроса. Советское время, по словам Г. К. Лукомского, было «апогеем власти Нарбута как администратора». Редкое издание обходилось в этот период без его участия.

### Болезнь и смерть
Перенеся тяжёлую операцию по удалению камней из печени, Георгий Иванович Нарбут 23 мая 1920 года  скончался. Был похоронен на Байковом кладбище.

## Творчество

### Ранний период (1903—1906)

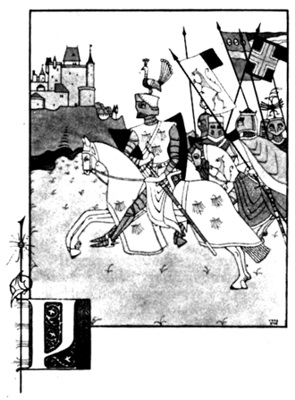
Иллюстрация к поэме «Песнь о Роланде» (1903)

Одним из первых графических опытов Георгия является иллюстрация к поэме «Песнь о Роланде», которую он нарисовал в 1903 году, учась в гимназии. В 1904 году его рисунок «Герб города Москвы» экспонировался на сельскохозяйственной выставке в Глухове и был отмечен благодарственной грамотой уездного земства. Этот рисунок, посланный Георгием в петербургское издательство «Община святой Евгении» Русского Красного Креста, был воспроизведен на цветной открытке.
В 1905 году Нарбут рисует иллюстрации к поэме А. Пушкина «Руслан и Людмила». В апреле 1906 года он завершил работу над иллюстрациями к сказке «Война грибов». Эти рисунки экспонировались на большой художественной выставке, проходившей в Глухове, имели огромный успех и принесли художнику значительный гонорар.

### Петербургский период (1907—1917)
В 1907 году, благодаря протекции А. Бенуа, Георгий Нарбут получил работу по книжному оформлению сначала в издательстве «Шиповник», а с 1909 года у М. О. Вольфа. Оформляя обложки (всего их более 20-ти) Нарбут по началу то подражает Билибину (издательство «Шиповник», альманах № 8), то стилизует в «готическом роде» («Потонувший колокол» Г. Гауптмана, «Рассказы» Шолома Аша), то вдохновляется Рерихом («Ограда» В. Пяста). В 1908—1909 годах Нарбут перестает быть только сказочником, круг его тем расширяется, но всё же о росте мастерства художника больше всего говорят книжки сказок, исполненные им в 1909 году для И. Н. Кнебеля. И хотя влияние Билибина в них всё ещё ощутимо, они были намного лучше первых опытов Нарбута. В 1909 году Билибин работает преимущественно кистью, а Нарбут отдает предпочтение перу.

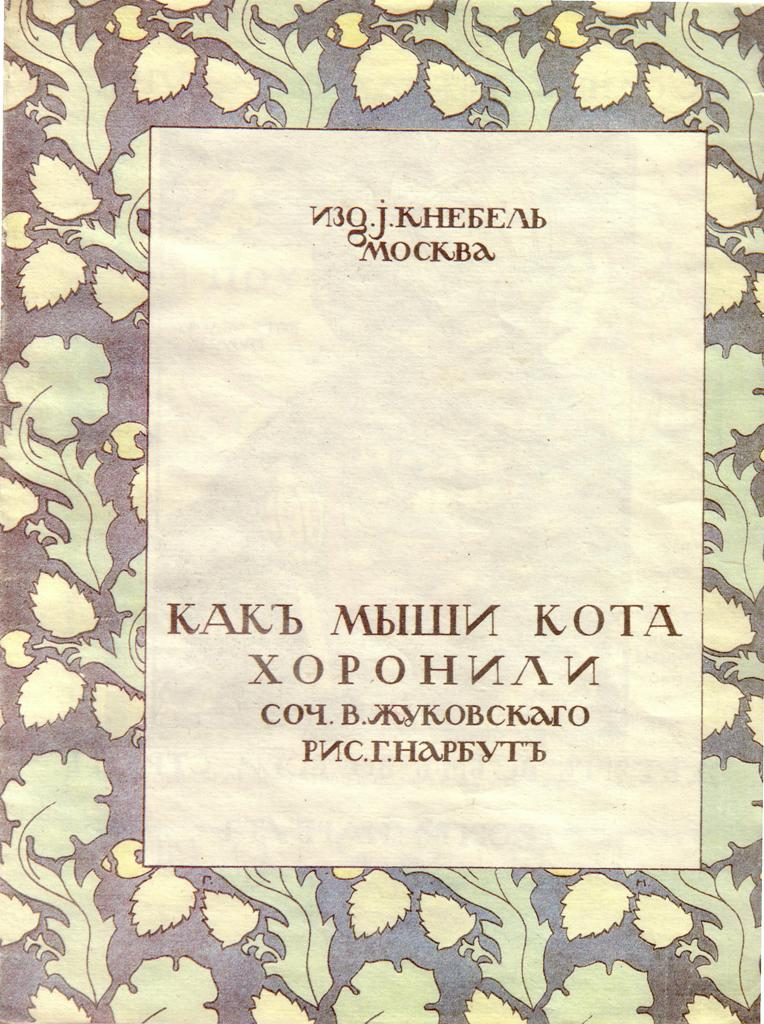
Обложка к книжке «Как мыши кота хоронили» В. А. Жуковского (1910)

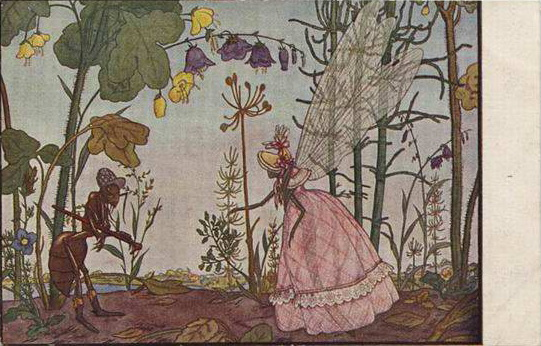
Иллюстрация к басне И. А. Крылова «Стрекоза и Муравей» (1912)

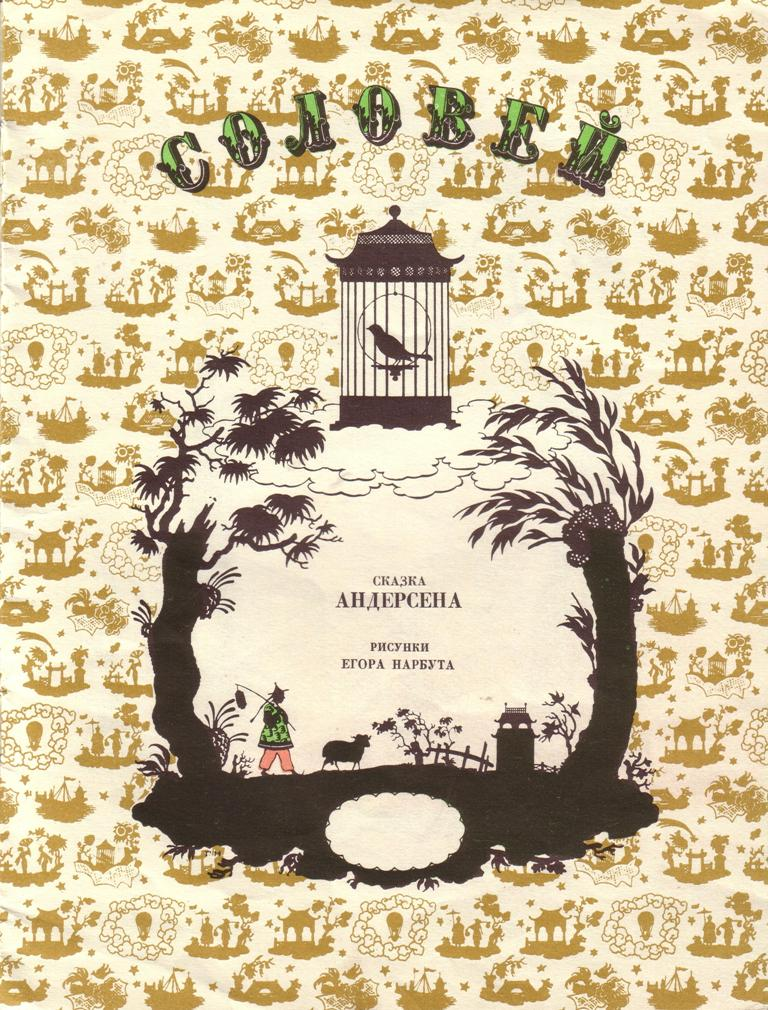
Обложка к сказке X. К. Андерсена «Соловей» (1912)

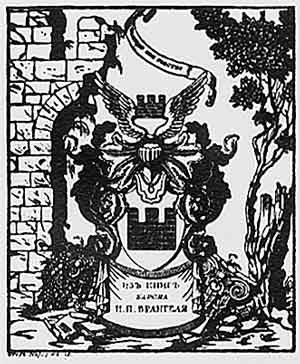
Экслибрис Н. Н. Врангеля (1914)

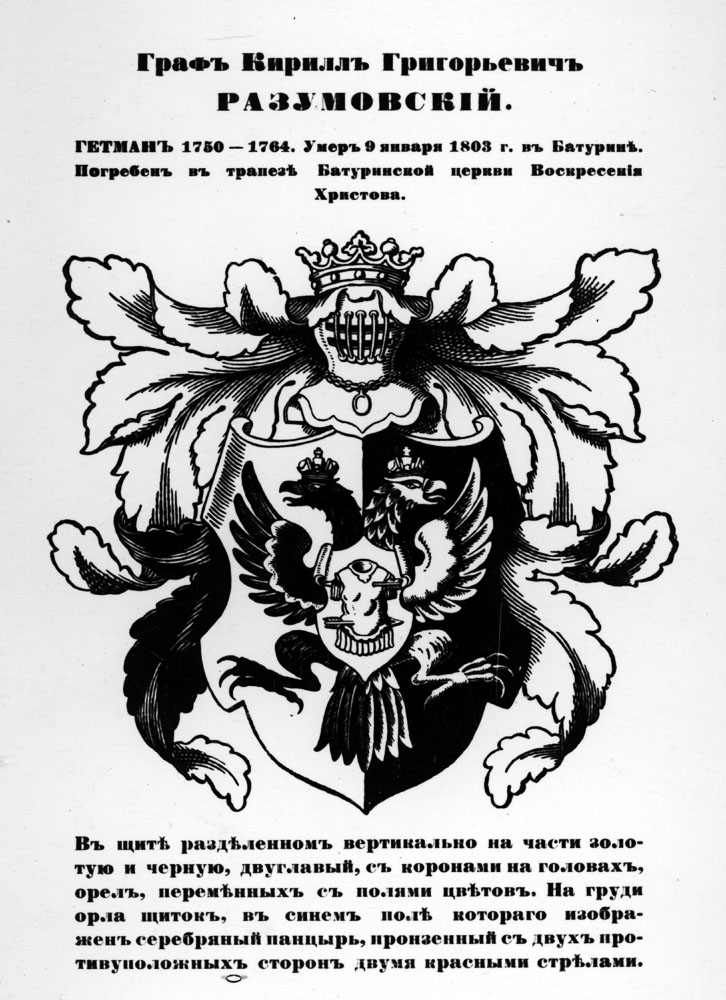
Герб гетмана Кирилла Разумовского (1915)

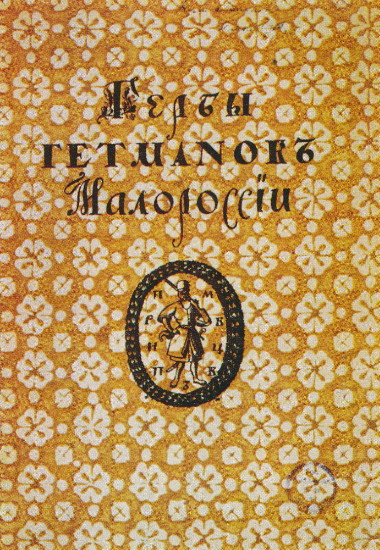
Обложка к книге «Гербы гетманов Малороссии» (1915)

В Мюнхене художник трудился над иллюстрациями к детским книжкам для Кнебеля: «Как мыши кота хоронили» В. А. Жуковского и «Пляши Матвей, не жалей лаптей» (1910), благодаря которым получил известность. Художника всё более увлекают стиль ампир, геральдика и украинская старина. К билибинскому стилю он уже не вернется. В Мюнхене Нарбут задумал серию книг, действующими лицами которых были игрушки. Свой замысел он реализовал в 1911 году выпустив две книжки под одним названием — «Игрушки».
В том же 1911 году Георгий работал над иллюстрациями к басням И. Крылова. Первая крыловская книжка «Три басни Крылова» была создана и увидела свет почти одновременно с «Игрушками». Параллельно с баснями Крылова Нарбут работает над оформлением сказки X. К. Андерсена «Соловей» (1912). Обложка «Соловья», пожалуй, одна из лучших работ художника. В 1912 году вышли ещё две книжки басен, иллюстрированных Георгием Ивановичем — «Крылов. Басни» и «1812 год в баснях Крылова», окончательно укрепившие его репутацию как крупного мастера с тонким вкусом и собственной манерой. Последняя книжка принесла Нарбуту очень большой успех. Сегодня издания с иллюстрациями Нарбута считаются библиографической редкостью.
Существенное влияние оказало на Нарбута сближение с С. Н. Тройницким — искусствоведом широкого профиля, знатоком старинного прикладного искусства, дворянских гербов. Он был владельцем типографии «Сириус», где печатались издания, в оформлении которых Нарбут участвовал: журнал «Аполлон», «Аллилуйя», «Вишневецкий замок» и другие. Здесь было новейшее оборудование и трудились полиграфисты высочайшего класса, сотрудничество с которыми многому научило художника.
В начале 1912 года Нарбут вместе с некоторыми другими художниками был привлечён к декорационным работам на устроенной Академией наук выставке «Ломоносов и Елисаветинское время» (она была открыта в середине апреля). Эта выставка оказала большое влияние на дальнейшую творческую судьбу Нарбута. Ему поручили оформить зал, отведённый «Малороссийскому отделу» выставки. Исполняя стенные росписи, он активно участвовал в размещении экспонатов, во все вникал, всем интересовался. В числе организаторов отдела были историки, знатоки украинской старины — профессор Д. И. Багалей, директор Киевского городского музея Н. Ф. Беляшевский, сотрудник Академии художеств Я. Н. Жданович. Общение с этими людьми, изучение архивных документов, памятников украинской художественной старины повели его мысль и воображение от русского ампира на Украину XVIII века. Он восхищался их переплетами книг XVIII века киевской и черниговской печати, открыл для себя гравюры Леонтия Тарасевича, Григория Левицкого, Аверкия Козачковского.
1913 год был для художника одним из плодотворнейших. Он продолжает работу над книжками басен Крылова, стремясь не повторять себя. И. Н. Кнебелем была издана книжка «Прыгун» с обложкой Нарбута. Художник рисует обложку к «Стойкому оловянному солдатику» Андерсена. В конце 1913 — начале 1914 года Нарбут оформляет издававшиеся С. К. Маковским сборники «Русская икона», демонстрируя свой зрелый «древнерусский стиль», заметно отличающийся и от распространённого «официального», и от билибинского стилей.
В 1913 году Нарбут принял участие в создании «Малороссийского гербовника», составление которого было начато ещё в 1911 году. Кроме внешнего оформления книги им были исполнены 159 рисунков самобытных гербов украинских дворянских фамилий города Чернигова и гетмана Разумовского, извлечённых составителями «Гербовника» из разных архивных и музейных источников и перерисованных Нарбутом в однообразный выработанный им картуш.
Продуктивность работы Нарбута возрастала год от года. В 1912 году вышло в свет шестнадцать изданий с его украшениями и иллюстрациями, в 1913-м — семнадцать, в 1914-м — тридцать. Само по себе это обстоятельство вело к неизбежным самоповторениям, особенно в обложках и шрифтовом оформлении. В 1914 году Нарбут оформлял Каталог русского отдела Международной выставки печатного дела и графики, проходившей в Лейпциге. За своё творчество, которое было представлено на выставке очень широко, художник получил золотую медаль и почётный диплом.
В 1915 году черниговское дворянство поручило Нарбуту оформление книги В. Л. Модзалевского «Товстолесы. Очерк истории рода». Сохранились пробные оттиски фронтисписа для этого издания. Детали композиции были навеяны конкретными памятниками старинного украинского искусства. Однако изыскивая свой украинский стиль, Нарбут вновь обращается к Билибину, который подсказал ему ряд художественных ходов. Тем не менее композиция получилась своеобразной и не вполне билибинской. В том же году он иллюстрировал книгу «Гербы гетманов Малороссии» Владислава Лукомского и Вадима Модзалевского, изданную в 50 экземплярах.
Георгий Лукомский сделал Нарбуту ещё два заказа, тематически связанных с Украиной, — оформление книг «Галиция в её старине. Очерки по истории архитектуры XII—XVIII вв.», изданную в Петрограде Товариществом Р. Голике и А. Вильборга в 1915 году, и «Старинные усадьбы Харьковской губернии», изданную Н. В. Клейнмихелем в 1917 году. Так, ещё в Петрограде художник начинает свой новый, украинский период творчества.
В 1916 году в издательстве «Башня» вышла последняя книга петербургско-петроградского периода Нарбута со страничными цветными иллюстрациями — «Сказка о любви прекрасной королевы и верного принца» С. Репнина.
На основе старинных шрифтов, которые встречались в старых летописях и книгах, художник создал новый украинский шрифт, который современники назвали «нарбутовским».

#### Творчество на военные темы

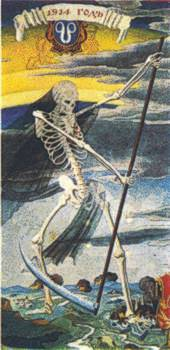
Аллегория «1914 год» (фрагмент, 1914)

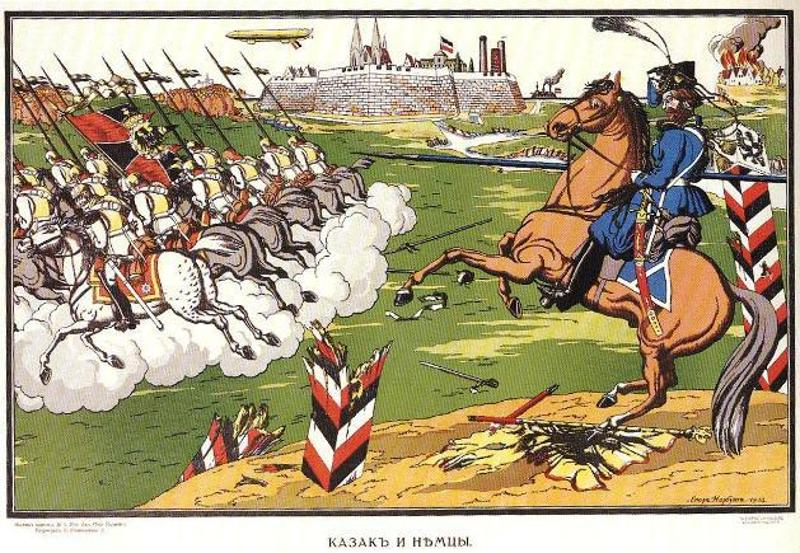
Лубок «Казак и немцы» (1914)

Новым жанром, в котором мастер выступил в 1914 году, были лубочные картинки на военные темы. Создавая их, художник ориентировался на французские раскрашенные гравюры на дереве, изготовлявшиеся в городе Эпинале. Отличительной чертой нарбутовского лубка является стремительная динамика композиции.
В военные годы одним из самых активных заказчиков Нарбута стал литературно-художественный и сатирический журнал «Лукоморье». Художниками журнала были М. В. Добужинский, Е. Е. Лансере, П. В. Митурич, И. Я. Билибин, С. В. Чехонин, Д. И. Митрохин, В. Д. Замирайло, П. Е. Щербов, Б. Д. Григорьев, и другие. Но только Нарбут сумел выработать собственный «военный стиль», во многом определивший лицо журнала и отчасти повлиявший на некоторых его участников, например, на Митрохина, рисовавшего по примеру Георгия Ивановича виньетки с военными атрибутами. В 1914 же году Нарбут выступил и в жанре политической сатиры, нарисовав для «Лукоморья» издевательские силуэтные портреты Франца-Иосифа и Вильгельма II.
В 1914—1916 годах Нарбут создал цикл военных картин особого, изобретенного им, аллегорического жанра, для которых художник выработал новую манеру исполнения. Истоки этого жанра шли от аллегорических гравюр петровского времени, отчасти от русских расписных вееров XVIII века, некоторых гравюр Дюрера, но более всего — от украинской гравюры XVII — начала XVIII века. От привычной для него расцветки акварелью контурного рисунка тушью Нарбут переходит к живописи акварелью и тонкослойной гуашью, обнаруживая незаурядный колористический дар и виртуозность письма.
К циклу работ на военную тему примыкает также оформленная и иллюстрированная Нарбутом книга — «Песня брюссельских кружевниц» Т. Щепкиной-Куперник, изданная в 1915 году в Петрограде Товариществом М. О. Вольфа.

### Киевский период (1917—1920)
После переезда в Киев в 1917 году Нарбут занимался созданием эскизов военных мундиров армии Украины, оформлением упаковок и этикеток для украинских товаров. Он создал украинские банкноты, грамоты, открытки и почтовые марки, а также проект игральных карт в стиле казацкой парсуны XVII—XVIII веков.

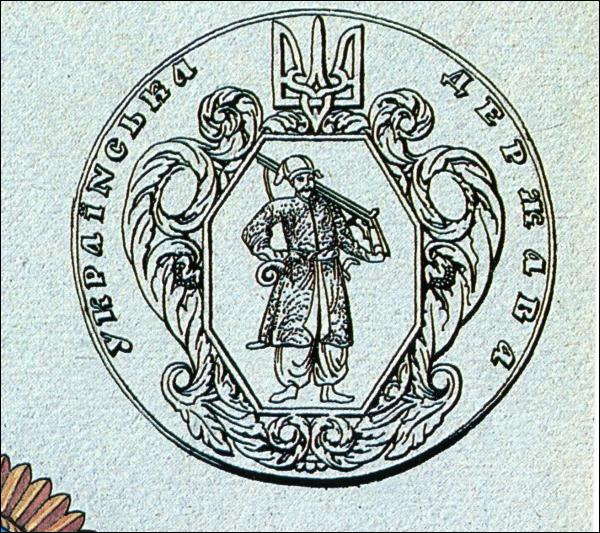
Проект герба Украинской державы (1918)

После провозглашения Украинской державы во главе с П. Скоропадским, Модзалевский и Нарбут начали добиваться отмены утверждённых гербов и печатей УНР. 18 июля 1918 года гетман утвердил спроектированную Нарбутом новую малую Государственную печать: на восьмиугольном щите был изображён казак с мушкетом. Щит был обрамлён барочным картушем и увенчан трезубцем святого Владимира. По кругу с обеих сторон шла надпись «Українська Держава». Её напечатали на банкноте в 1000 карбованцев, выпущенной 13 ноября 1918 года. Государственный Герб, разработанный Нарбутом, утвердить не успели: 14 декабря гетман отрёкся от власти.
Главной в творчестве Нарбута стала работа над созданием рисунков для «Украинской азбуки», которую он начал в 1917 году ещё в Петрограде. В ней художник достиг предельной простоты и вместе с тем изысканности композиции, рисунка и цвета. В решении букв азбуки Нарбут объединил достижения как украинской рукописной и печатной книги, так и достижения западноевропейских мастеров шрифта. Выпустить азбуку в украинском и русском вариантах согласилось Товарищество Р. Голике и А. Вильборга. В оригиналах сохранилось пятнадцать листов азбуки. Все они выполнены пером, чёрной тушью, со всех были сделаны пробные оттиски, некоторые из которых были иллюминированы автором. Работу над «Азбукой» художник не завершил, создав композиции для букв «А», «Б», «В», «Г», «З», «І» («И»), «К», «Л», «М», «Н», «О», «С», «Ф» и «Ч». Позже, уже в годы Советской власти четырнадцать рисунков были изданы отдельным увражем.
Г. Нарбут сотрудничал с журналами «Наше минуле», «Зори», «Солнце Труда», «Мистецтво» и др. В 1918 году в типографии издательства «Друкарь» вышла книга П. Зайцева «Оксана, перше кохання Шевченка», оформленная Нарбутом.
После установления Советской власти на Украине Г. И. Нарбуту стали поступать заказы от издательств Совета народного хозяйства Украины и Всеукраинского литературного комитета. Для их выполнения художник находит новые художественные решения, становясь отцом украинской советской книжно-журнальной графики. В основу своего нового стиля он положил украинский изобразительный фольклор — «козаки-мамаи», набойки, ковры, расписная керамика, резьба по дереву и прочее. Вместе с тем от мазепинского герба, парчовых жупанов и барочных фронтонов он с поразительной быстротой и лёгкостью переходит к пятиконечной звезде и суровой архитектуре заводских строений. Такова, например, оформленная им виньетка обложки первого номера «Вестника народного хозяйства Украины», вышедшего в 1919 году.
В том же году мотивом нескольких графических произведений Георгия Нарбута стали изображения треугольника Серпинского, в частности эта фигура использована им при оформлении нескольких выпусков журнала «Мистецтво» (№ 3—5/6, 1919 и № 1, 1920).
Последним большим художественным замыслом Нарбута было иллюстрирование «Энеиды» Ивана Котляревского, но из-за преждевременной смерти он успел выполнить лишь одну иллюстрацию. Другие иллюстрации к этому произведению позднее были подготовлены его учеником — Антоном Середой.
В конце декабря 1919 года Нарбут начал писать автобиографические записки, которые были обнаружены Комитетом по устроению посмертной выставки произведений Нарбута 1926 года в Киеве среди имущества, оставленного художником. Георгий Иванович писал урывками, карандашом на клочках бумаги, зачёркивая и делая вставки. По содержанию рукопись распадается на две части. Первая, в которой художник даёт описание Нарбутовки, — написана на двух листах школьной тетради; вторая — начало автобиографий, на листах разного формата. Доведены записки до конца 1906 года. Подлинник записок Нарбута хранится в архиве Киевского государственного музея украинского изобразительного искусства.

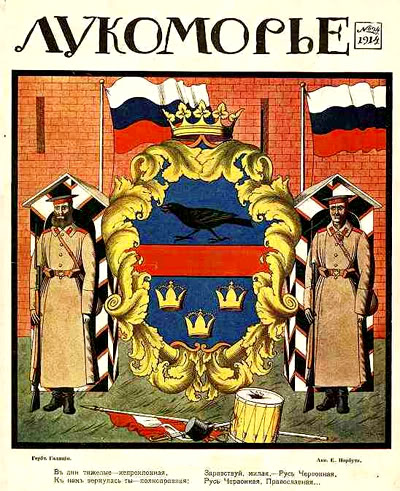
Обложка журнала «Лукоморье» с гербом занятой русскими войсками австро-венгерской Галиции
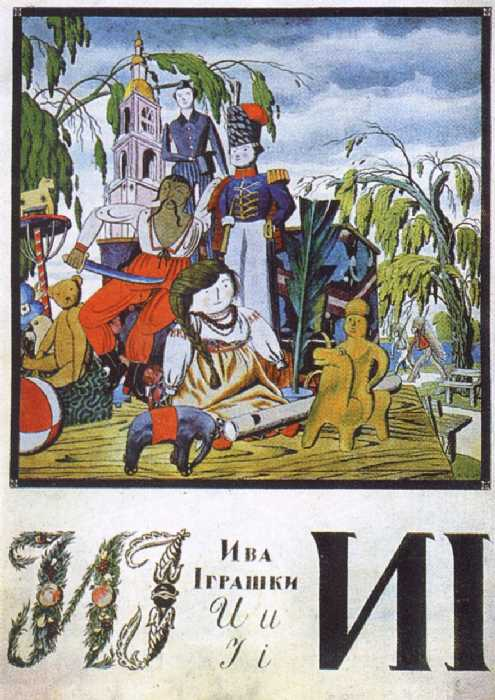
«Украинская азбука», лист с буквой «І» («И»)
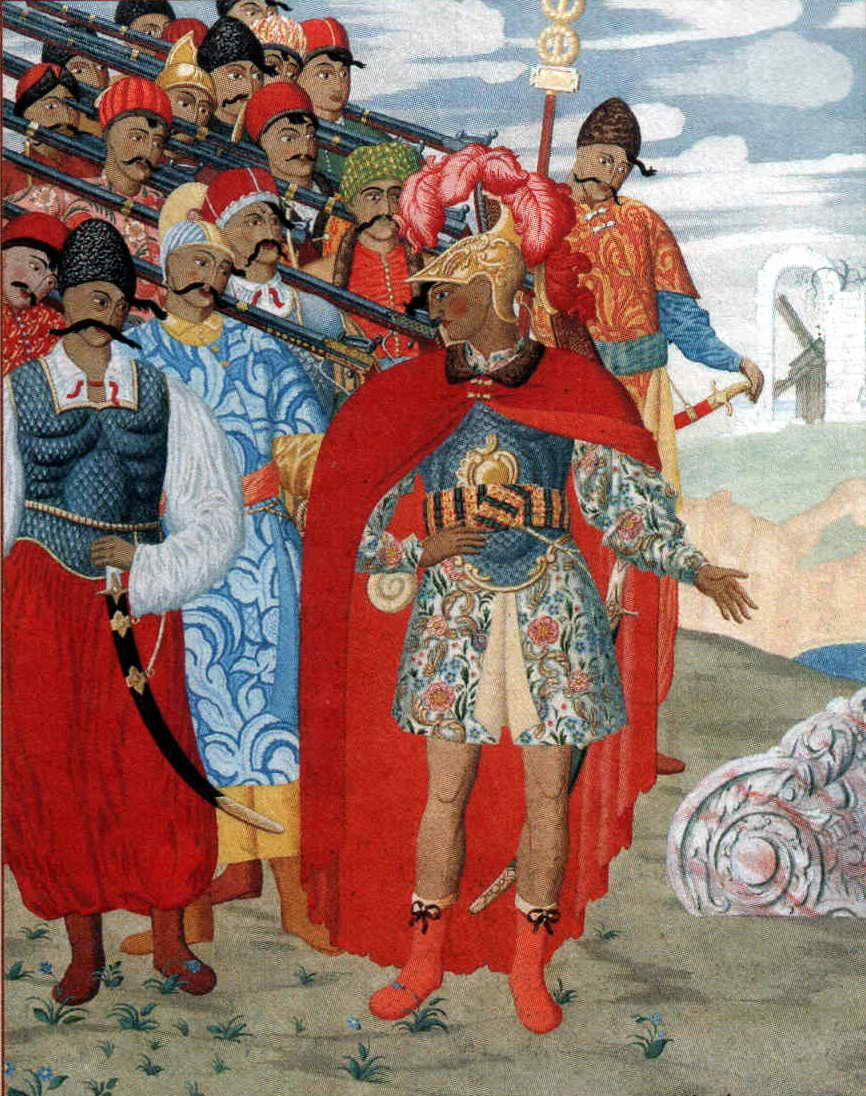
Иллюстрация к «Энеиде» И. Котляревского
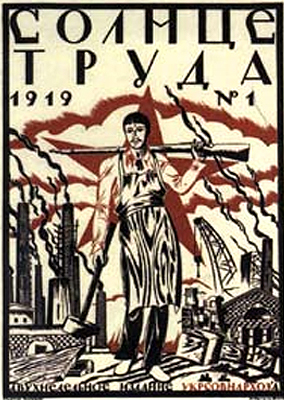
Обложка журнала «Солнце труда» (1919)

### Работа над денежными знаками
19 декабря 1917 года был напечатан первый денежный знак Украинской Народной Республики — купюра достоинством в 100 карбованцев, автором оформления которого был Георгий Иванович Нарбут. В оформлении купюры Нарбут применил орнаменты в духе украинского барокко XVII—XVIII веков, декоративные шрифты, изображение самострела (герб Киевского магистрата XVI—XVIII веков) и трезубца святого Владимира, ставшего впоследствии государственным гербом Украины.
1 марта 1918 года Центральная Рада приняла закон о введении новой денежной единицы — гривны. Были напечатаны денежные знаки номиналами в 2, 10, 100, 500, 1000 и 2000 гривен (проекты двух последних были выполнены уже после провозглашения Украинской державы). Георгием Нарбутом были выполнены эскизы банкнот номиналами в 10, 100 и 500 гривен. В эскизе 10-гривневой купюры он использовал орнаменты украинских книжных гравюр XVII века, 100-гривневой — изображение рабочего с молотом и крестьянки с серпом на фоне венка из цветов и плодов, 500-гривневой — аллегорию «Молодая Украина» в виде озарённой девичьей головки в венке (благодаря ей купюра получила ироническое народное название «Горпинка»).
Придя к власти, гетман Павел Скоропадский восстановил в качестве денежной единицы Украинской державы карбованец. Георгию Нарбуту принадлежит эскиз 100-рублевого дензнака, где он использовал портрет Богдана Хмельницкого (водяной знак), индустриальные мотивы и созданный им проект герба Украинской державы.

Украинские государственные знаки работы Нарбута
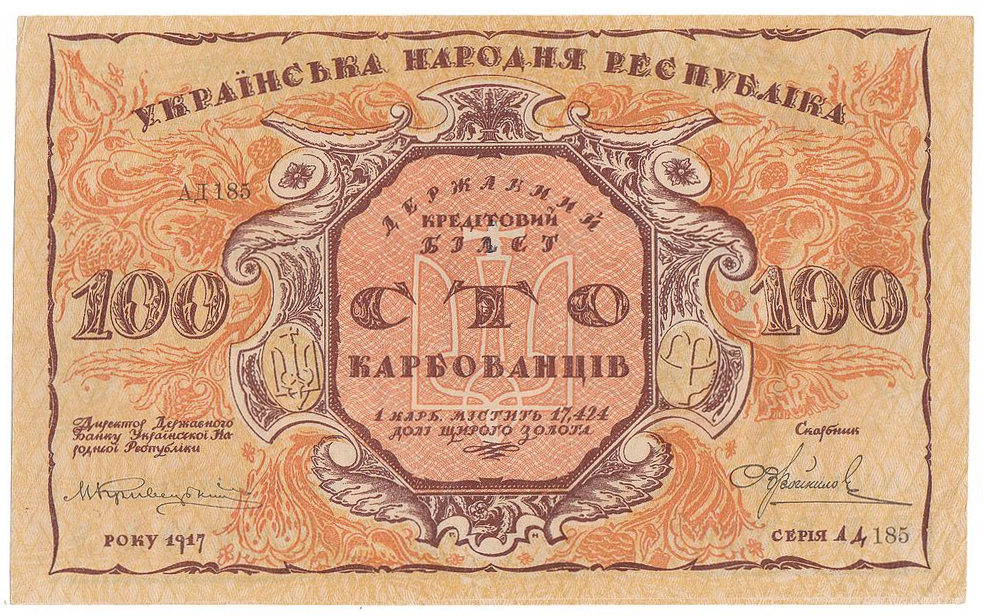
100 карбованцев УНР (аверс)
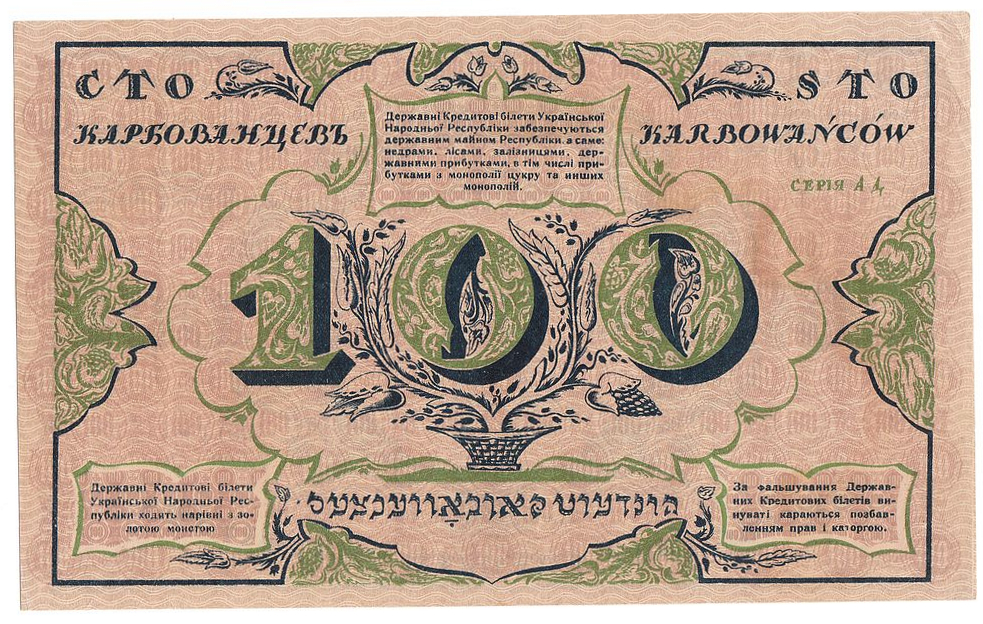
100 карбованцев УНР (реверс)
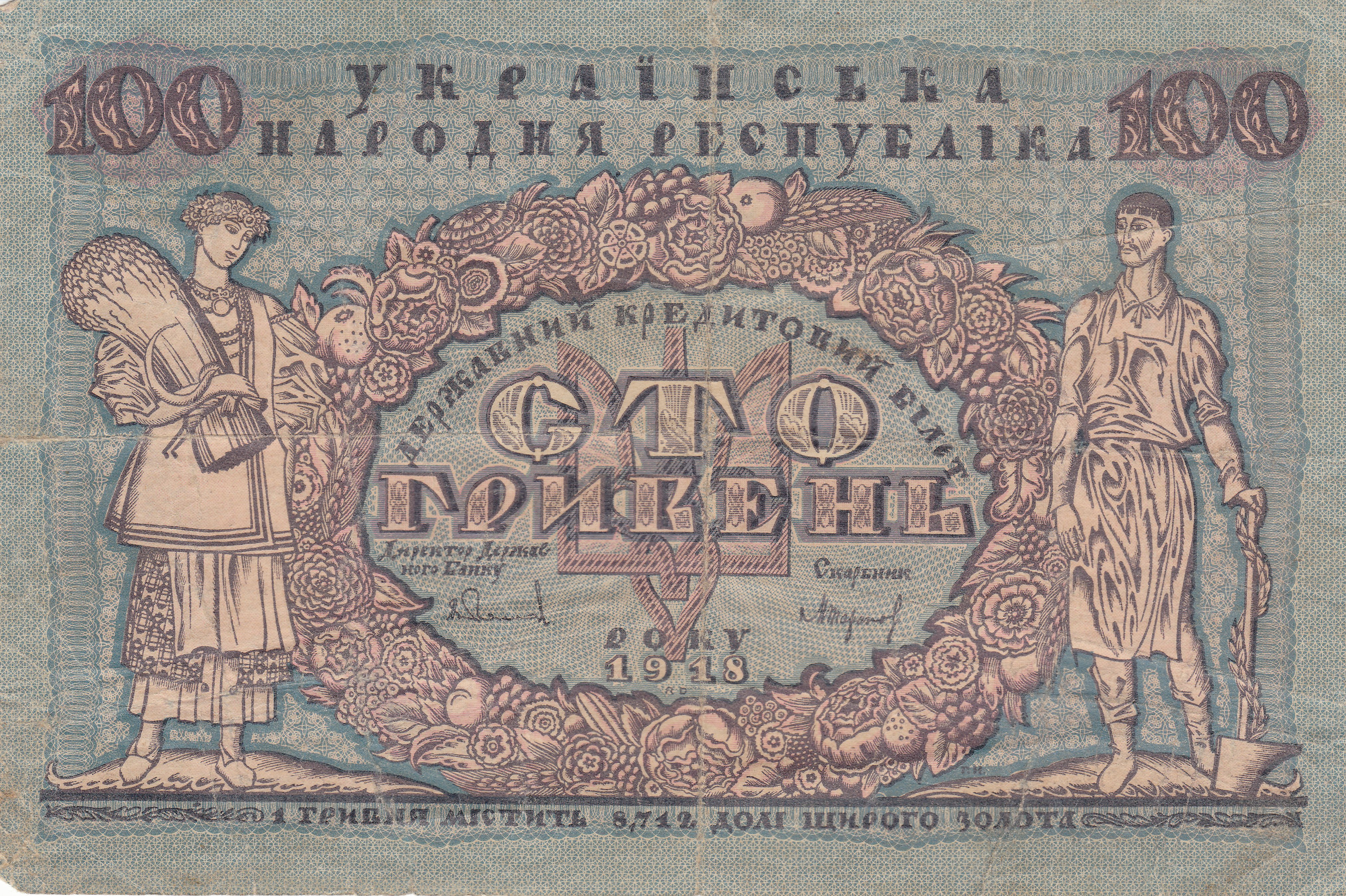
100 гривен УНР (аверс)
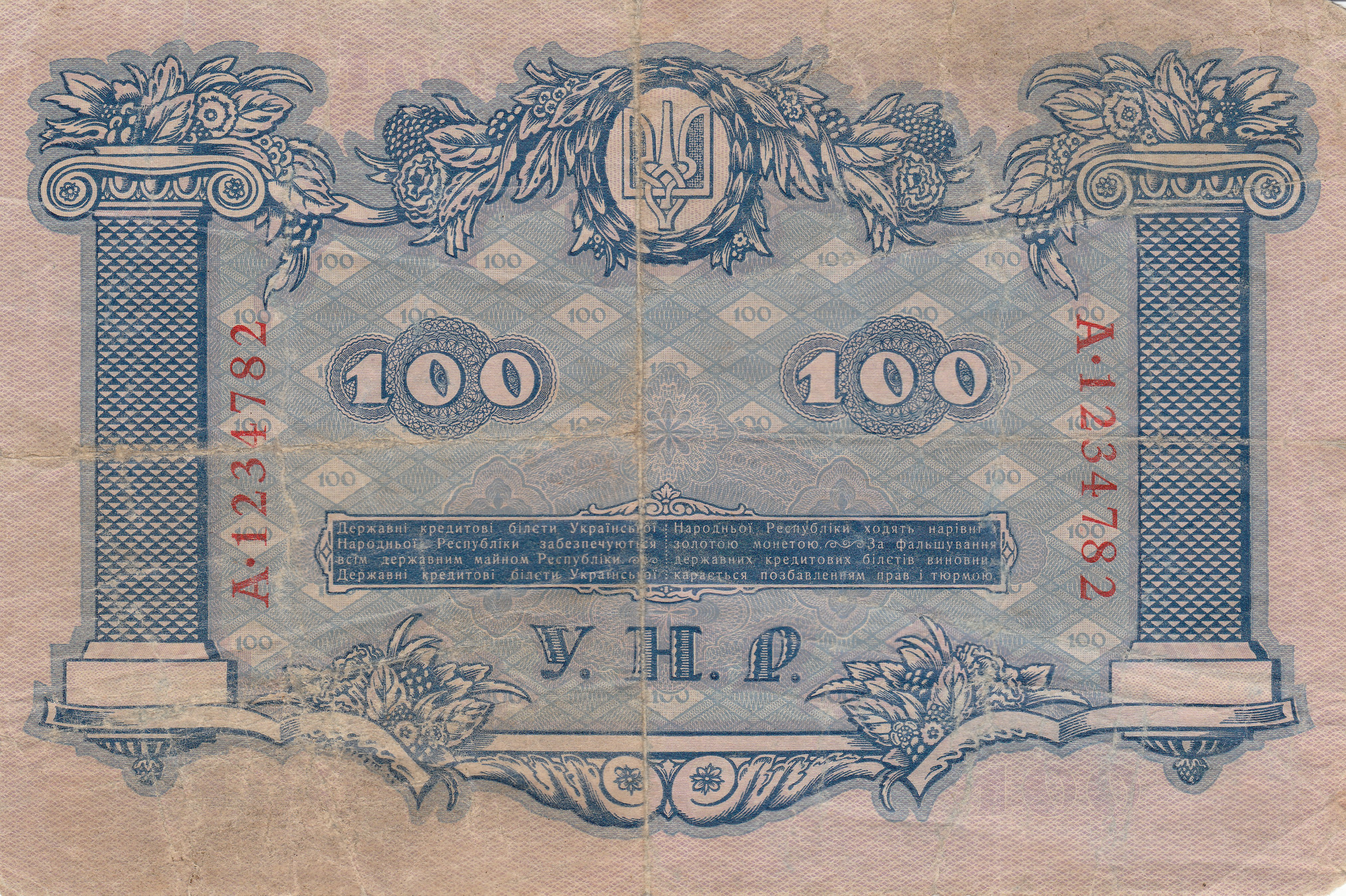
100 гривен УНР (реверс)
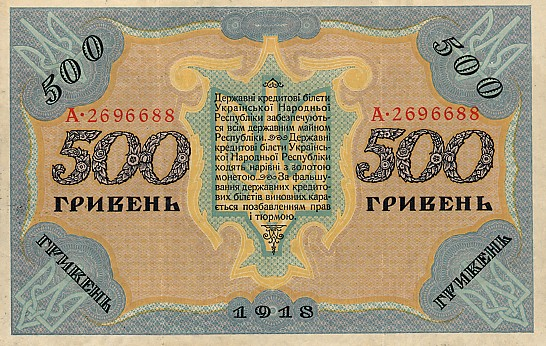
500 гривен УНР (аверс)
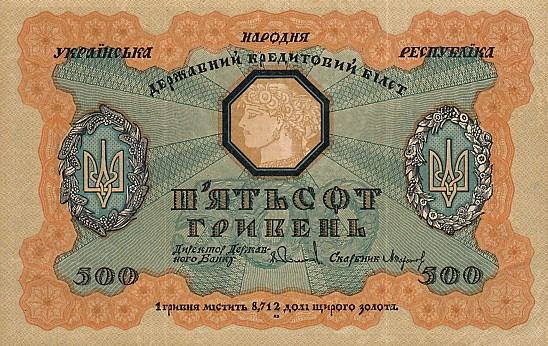
500 гривен УНР (реверс)
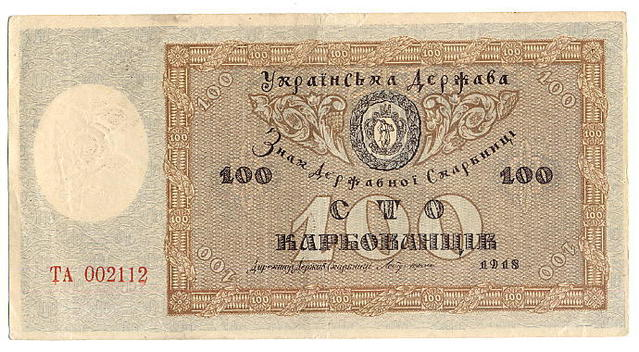
100 карбованцев Украинской державы (аверс)
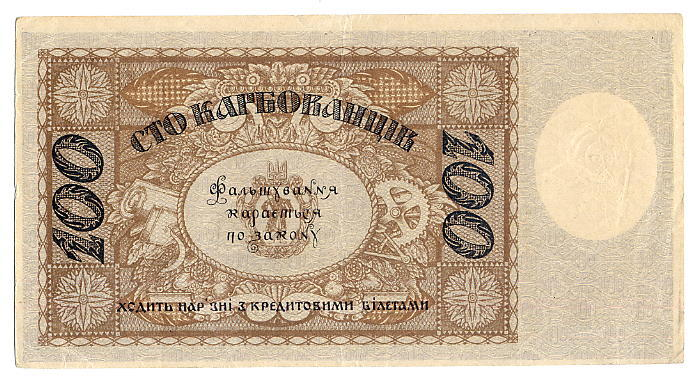
100 карбованцев Украинской державы (реверс)

### Создание почтовых марок
Сразу после Февральской революции Временное правительство приняло решение о выпуске почтовой марки с новой символикой. Летом 1917 года Министерством почт и телеграфов был объявлен конкурс на лучший рисунок новой почтовой марки, в котором Г. И. Нарбут принимал участие.
Георгий Нарбут был автором первых марок Украинской Народной Республики (УНР), номиналом в 30, 40 и 50 шагов. Марки вышли в свет 18 июля 1918 года и были изготовлены в Киеве на Пушкинской улице, 6, где в те годы располагалась типография Василия Кульженко, а также в одесской типографии Ефима Фесенко. На марке в 30 шагов была помещена аллегория «Молодая Украина», на миниатюре в 40 шагов дано изображение стилизованного трезубца святого Владимира, на марке в 50 шагов — почтовых рожков и большой цифры номинала.

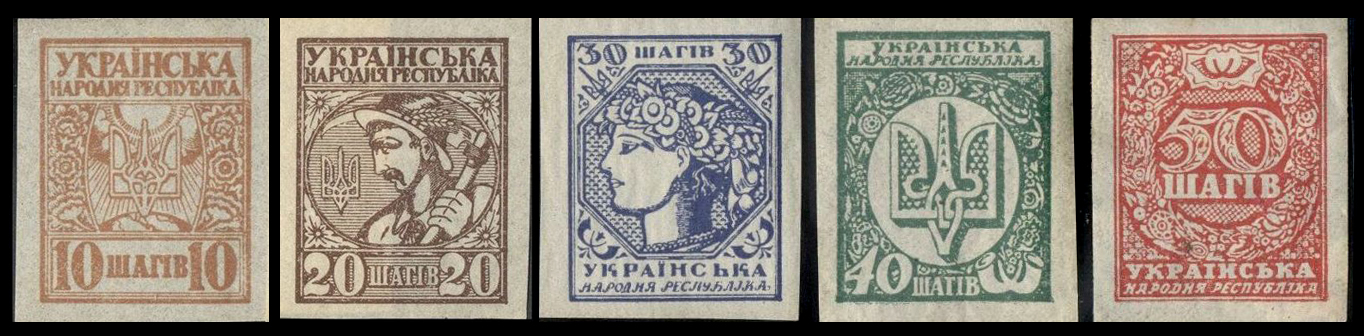
Первые украинские марки (УНР, 1918): миниатюры номиналом в 30, 40 и 50 шагов(Sc #3—5) созданы Г. Нарбутом, две другие — А. Середой(Sc #1, 2)

Г. И. Нарбут являлся также автором проектов невыпущенных марок с портретами князя Константина Острожского, философа Григория Сковороды и гетмана Петра Дорошенко в 10, 20 и 40 шагов, соответственно, марки «в пользу почтальона» номиналом в 30 шагов и марки на продажу табака в 10 гривен.

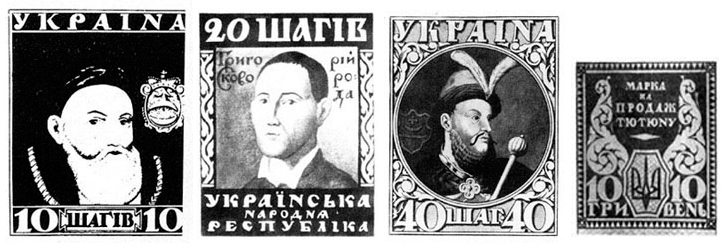
Проекты почтовых марок УНР, созданные Г. Нарбутом: 10 шагов — Князь Константин Острожский, 20 шагов — философ Григорий Сковорода, 40 шагов — гетман Пётр Дорошенко. Марка на продажу табака в 10 гривен

16 мая и 17 июня 1992 года вышли первые стандартные марки Украины. Они повторяли рисунок-аллегорию Г. И. Нарбута «Молодая Украина», который он использовал для марки УНР номиналом в 30 шагов.

Первые стандартные марки Украины по рисунку Нарбута (1992)
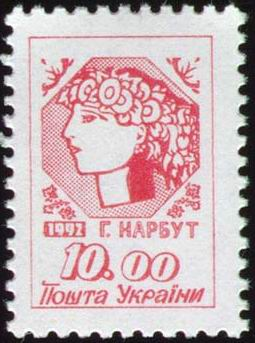
Выпуск от 16 мая (Mi #80)
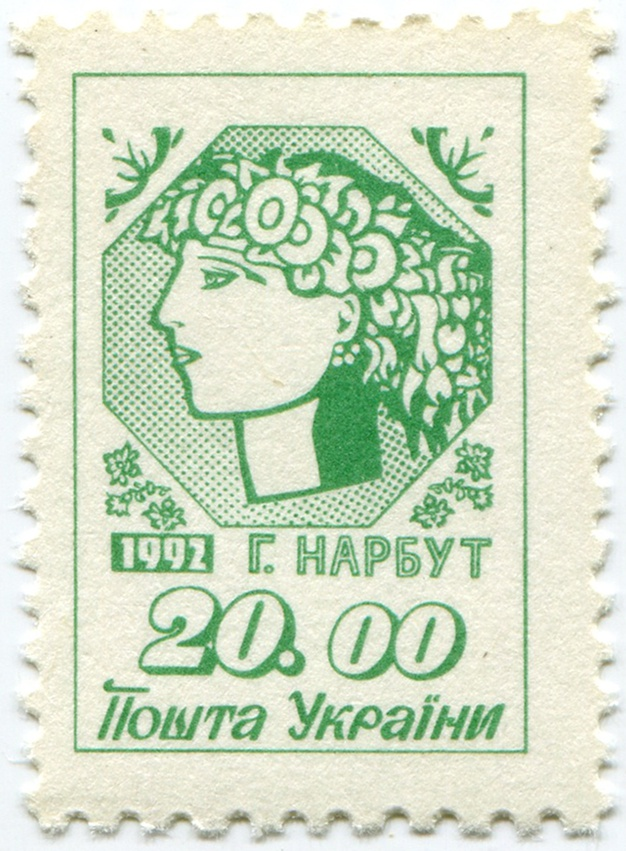
То же (Mi #81)
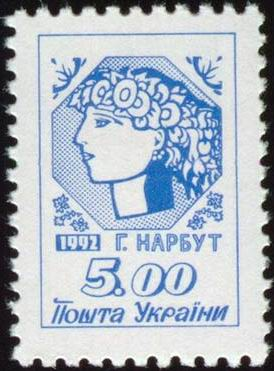
То же (Mi #79)
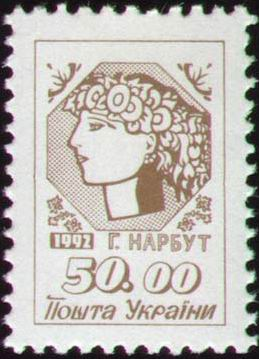
То же (Mi #82)
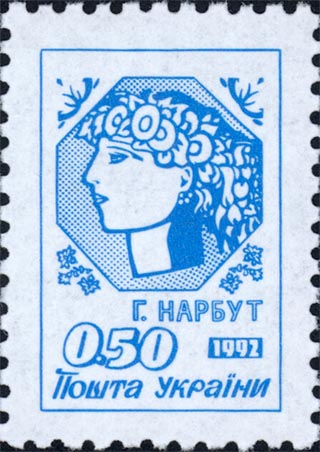
Выпуск от 17 июня (Mi #75)
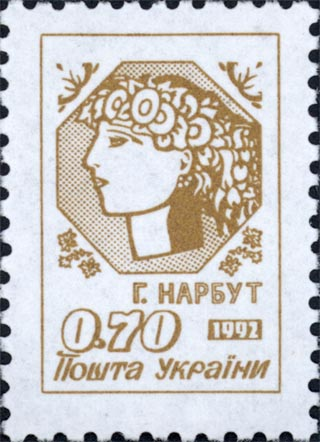
То же (Mi #76)
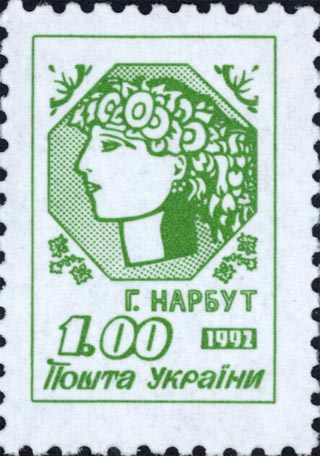
То же (Mi #77)
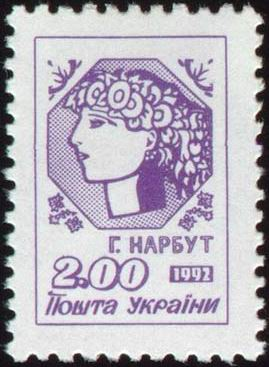
То же (Mi #78)

## Память

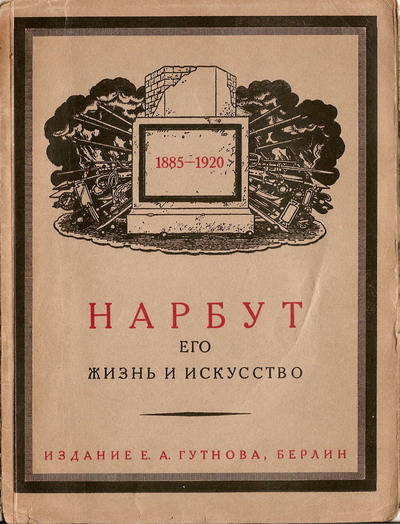
Обложка книги «Нарбут, его жизнь и искусство» (1923)

В 1923 году в берлинском издательстве Е. А. Гутнова вышла книга «Нарбут, его жизнь и искусство», посвящённая памяти художника и включившая в себя воспоминания Г. К. Лукомского, Э. Ф. Голлербаха и Д. И. Митрохина.
В 1924 году в Ленинграде вышла брошюра В. К. Охочинского «Книжные знаки Георгия Нарбута», знакомящая с творчеством художника, некоторыми моментами жизни и с деталями его работ.
В 1926 году в Киеве состоялась посмертная выставка художника, к которой были приурочены выпуск художественно исполненного каталога, специально посвящённого Георгию Ивановичу номера журнала «Бібліологічнi Biстi», а также несколько заседаний комиссии искусства книги при Украинском научном институте книговедения. В том же году в Ленинграде вышла книга Эриха Голлербаха «Силуэты Нарбута».
В 1983 году в киевском издательстве «Мистецтво» вышел иллюстрированный альбом «Георгій Нарбут», составителем которого был П. А. Белецкий. В альбоме были собраны произведения художника, причём некоторые произведения из музейных фондов и частных коллекций публиковались впервые.
В 1992 году режиссёром Юлией Лазаревской был снят фильм «Георгий Нарбут. Живые картины». В том же году в Киеве, на доме № 64 по Владимирской улице была установлена мемориальная доска.

### Георгий Нарбут в филателии и нумизматике

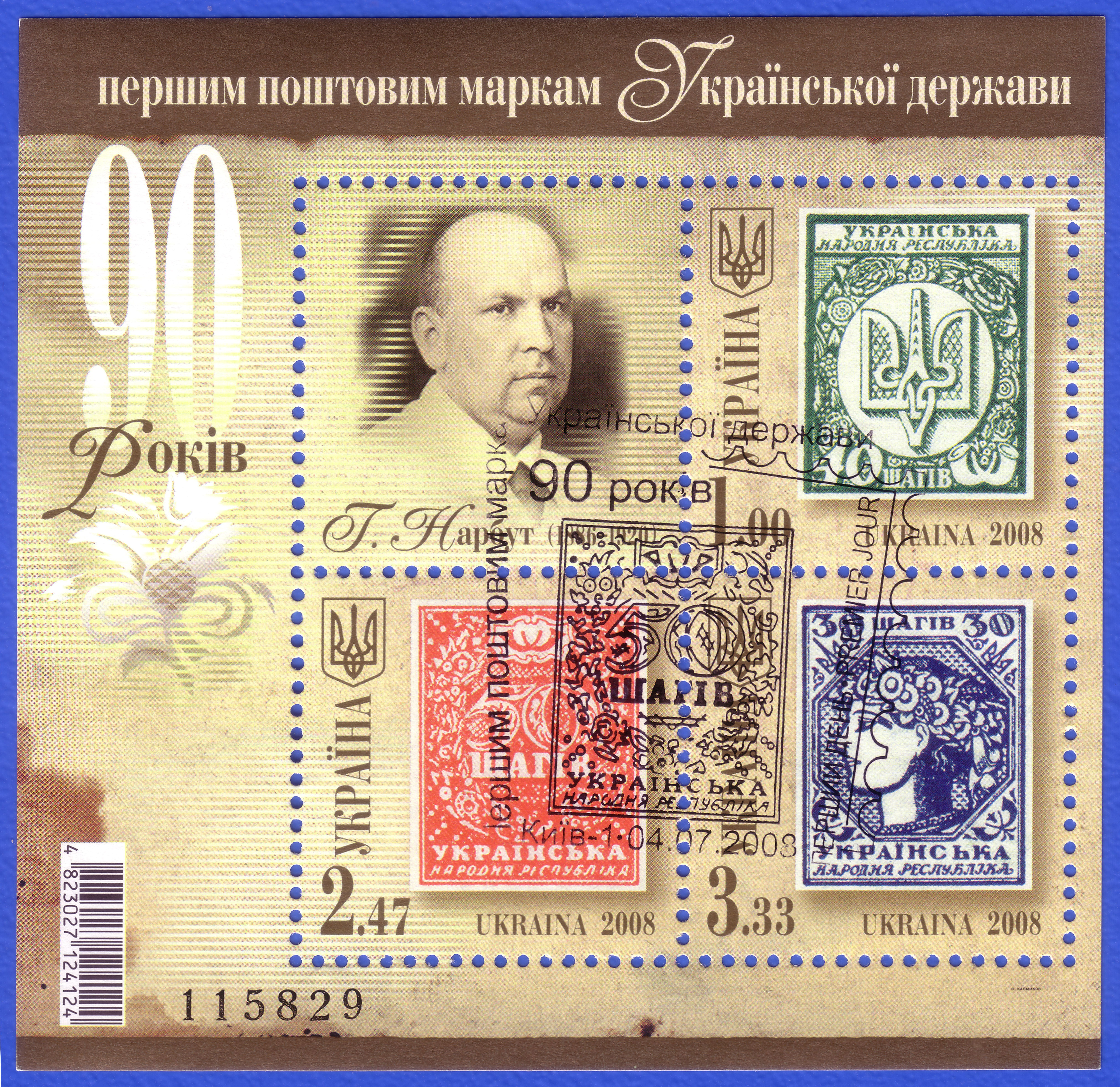
Почтовый блок Украины (2008), посвящённый 90-летию первых марок УНР, со спецгашением; на купоне — портрет Г. И. Нарбута(Mi #Block 70)

Нарбутовская марка с аллегорией «Молодая Украина» служила до 1986 года основным элементом для эмблемы Союза украинских филателистов и нумизматов (СУФН, США). В 1992 году директор СУФН Ингерт (Игорь) Кузич-Березовский учредил приз имени Георгия Нарбута «За лучший проект украинской марки». Приз ежегодно вручается художнику, чьи марка, серия марок или почтовый блок были признаны лучшими.
В декабре 1985 года к 100-летию со дня рождения Г. И. Нарбута Почта СССР выпустила художественный маркированный конверт с портретом художника.
В 2006 году Национальный банк Украины выпустил памятную монету номиналом в 2 гривны, посвящённую 120-летию со дня рождения Г. И. Нарбута.
На аверсе изображён фрагмент оформления купюры 1918 года — крестьянка и рабочий на фоне венка из цветов и плодов, над которым размещён год чеканки монеты «2006», малый Государственный Герб Украины и надпись — «НАЦІОНАЛЬНИЙ БАНК» (полукругом) / «УКРАЇНИ»; внизу — «2 / ГРИВНІ» и логотип Монетного двора Национального банка Украины.
На реверсе силуэтное изображение Георгия Нарбута, справа от которого изображён родовой герб Нарбутов, под которым помещены годы жизни — «1886 /1920» и полукругом размещена надпись «ГЕОРГІЙ НАРБУТ».
В том же году, 10 марта, почтой Украины и издательством «Марка України» была выпущена коммеморативная марка с купоном по случаю 120-летнего юбилея художника (Mi #769) (ВАРФ #UA 004.06). Автор дизайна марки и купона — Владимир Таран. Были также подготовлены конверт первого дня с графическим портретом Георгия Нарбута (№ fdc295; художник В. Таран) и специальный почтовый штемпель (№ fdc295; автор Александр Сталмокас), на котором воспроизведён нарбутовский рисунок женской головы, символизирующей Украину, с марки УНР в 30 шагов.
В 2008 году почта Украины выпустила два почтовых блока, посвящённых 90-летию первых почтовых марок УНР. На марках, составляющих блоки, изображены первые марки УНР, а на купонах — портреты Г. И. Нарбута и А. Ф. Середы.

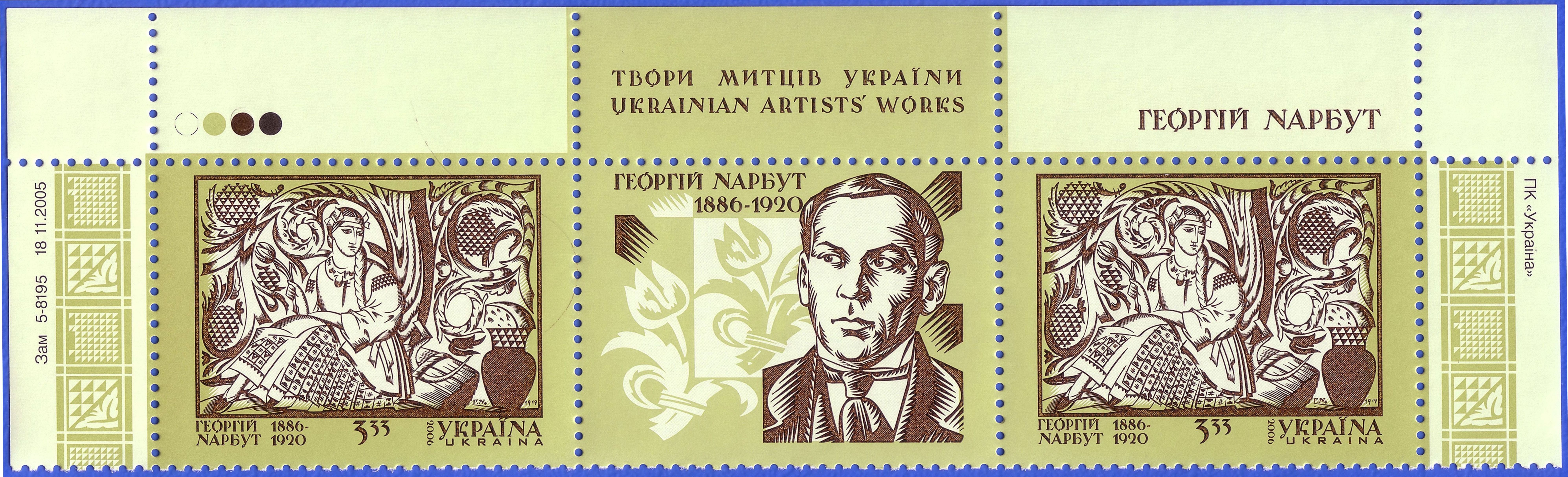
Сцепка из двух марок Украины и купона (2006) к 120-летию со дня рождения Г. И. Нарбута(Mi #769)

## Рекомендованная литература
- До питання про державний герб України [Електронна копія] / В. Модзалевський, Г. Нарбут // Пам’ятки України. — 1989. — № 3. — С. 49 (укр.)
- Сеславинский, М. В. Г. И. Нарбут — иллюстратор детских книг // Библиография. — 2018. — № 3 (416) — С. 29—38.
- Отечественная война 1812 года в баснях И. А. Крылова [Изоматериал: электронный ресурс]: [комплект открыток] / иллюстрации Г. Нарбута; отв. редактор М. Смирнов; худ. редактор М. Таранов.